# Bagraš köl
Bagraš köl, Bosten Hu, Bagrax-hu, Bagrasch-köl, Baghrasch köl, Bagratsch-kul, Bositeng Hu (čínsky pchin-jinem Bósīténg Hú, znaky 博斯腾湖) je jezero ve východním Ťan-šanu v Číně. Leží v mezihorské propadlině v nadmořské výšce 1030 m. Má rozlohu 1380 km² a dosahuje maximální hloubky 16 m.

## Pobřeží
Pobřeží je převážně nízké, místy se na něm vyskytují slaniska a písečné přesypy.

## Vodní režim
Z jezera odtéká řeka Končedarja.